# ديريك براون
ديريك براون (بالإنجليزية: Derek Brown)‏ هو محامي وسياسي أمريكي، ولد في 26 مايو 1971 في يوتا في الولايات المتحدة. حزبياً، نشط في الحزب الجمهوري. وقد انتخب عضو مجلس نواب ولاية يوتا.